# Port fluvial de Mykolaïv
Le port de Mykolaïv est un port fluvial d'Ukraine sur le Boug dans l'estuaire du Dniepr.

## Histoire
Le port était, depuis la création de la ville un grand chantier naval. C'est en 1882 que le pouvoir impérial finance la construction d'une jetée, elle est utilisée tant pour les passagers que pour des cargos,. Historiquement c'est le grain, la tourbe ou le granite qui transitaient là. En 1963 le pouvoir soviétique entreprend la construction du port qui durera jusqu'en 1969. En 2000 il devint une filiale de Ukrrichflot.

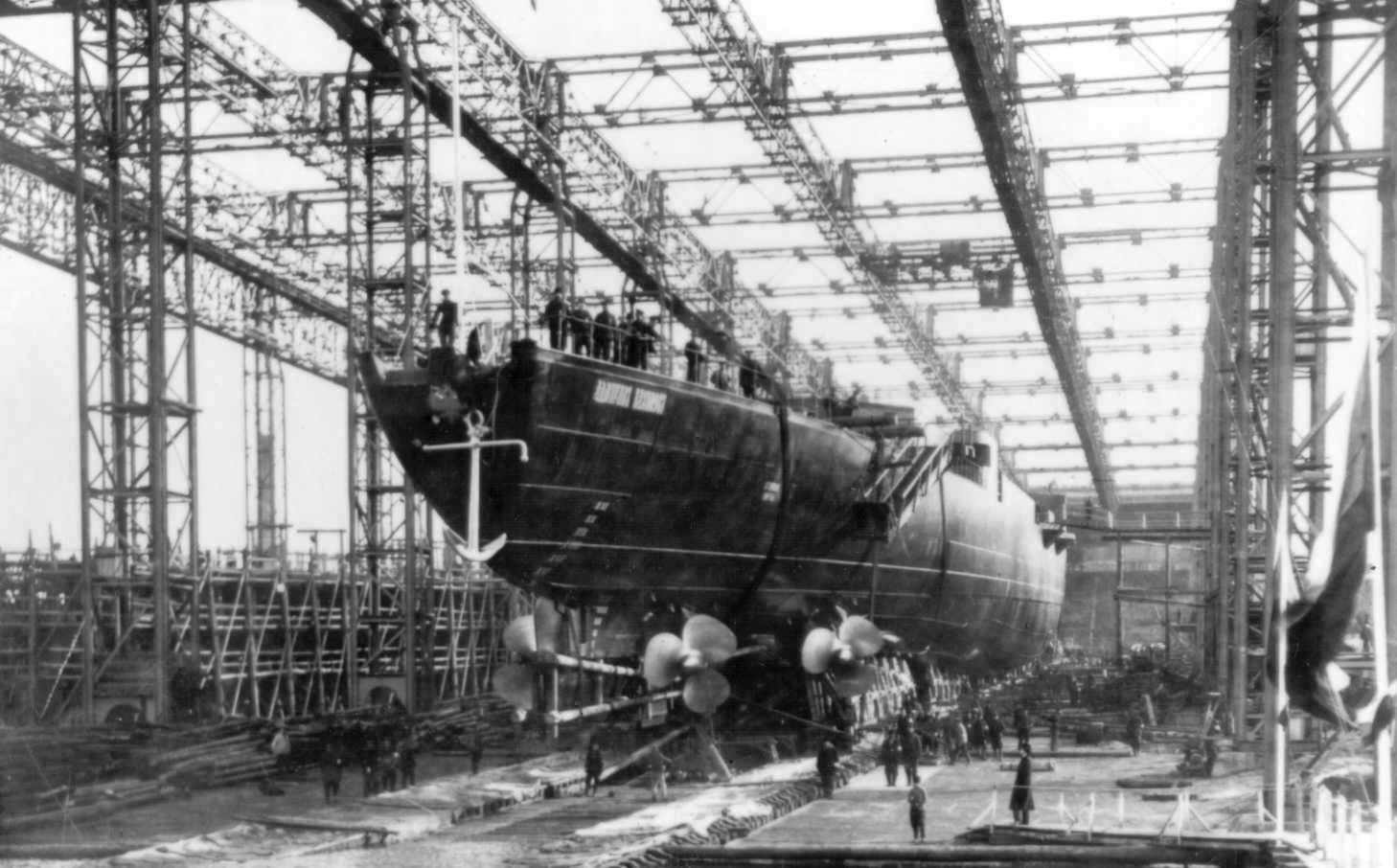
Classe Admiral Nakhimov en construction,
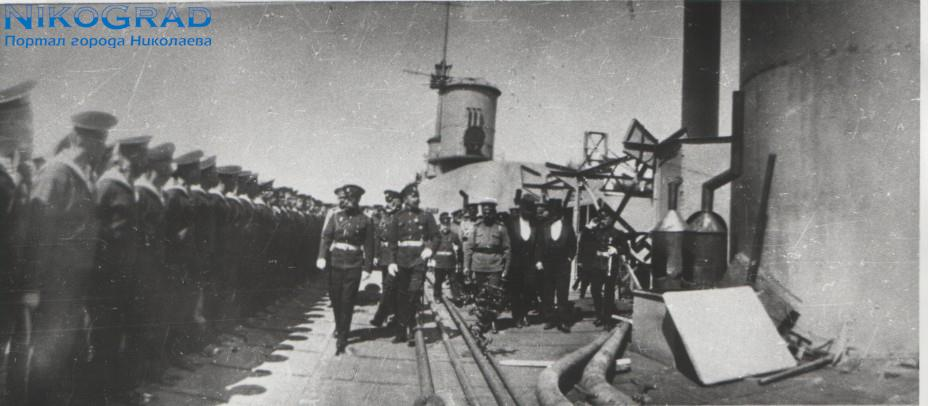
visite de Nicolas II,
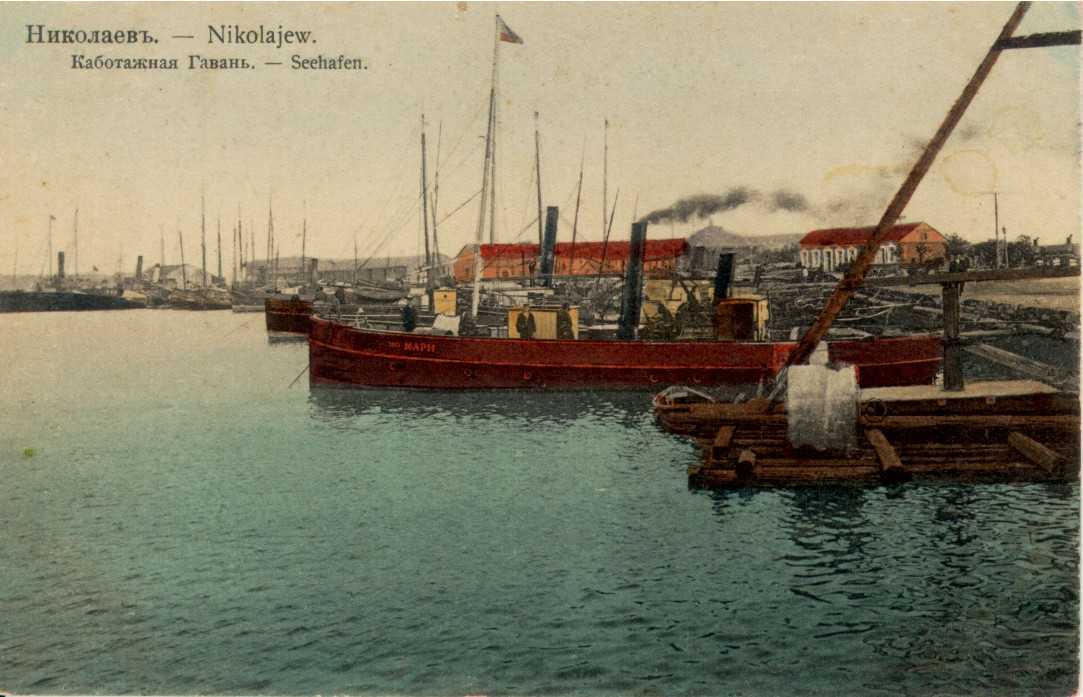
le port.

## Caractéristiques
Il se trouve à 40 km de l'embouchure et est ouvert toute l'année sur une superficie de 51,07 hectares. Il accueille des navires jusqu'à 140 mètres de long et 4,5 mètres de tirant d'eau ; des grues flottantes peuvent charger des barges en rade qui ont 8,5 mètres de tirant d'eau.

## Intermodalité
Le port est connecté au réseau ferré par une gare de fret ainsi qu'à une gare de passagers.